# Plectus inquirendus
Plectus inquirendus is een rondwormensoort uit de familie van de Plectidae. De wetenschappelijke naam van de soort is voor het eerst geldig gepubliceerd in 1958 door Andrássy.